# Генрік Верґеланн
Генрік Арнольд Верґеланн (норв. Henrik Arnold Wergeland; 17 червня 1808, Крістіансанн, Данія-Норвегія — 12 липня 1845, Християнія, Швеція-Норвегія) — норвезький письменник-публіцист, поет-романтик, журналіст та громадський діяч, один із зачинателів норвезької національної літератури. Очолював радикальну національну партію, яка боролася за культурну незалежність Норвегії. Брат письменниці Камілли Коллетт.

## Життєпис
Генрік Верґеланн народився 17 червня 1808 року в місті Крістіансанн. Він був найстаршою дитиною в родині. Його молодша сестра Камілла Коллет — одна з перших жінок-письменниць у Норвегії та борець за права жінок. Молодший брат Джозеф Франтц Оскар Верґеланн був військовим, генерал-майором. У Верґеланна була ще молодші сестра Авґуста та брат Гаральд. Його батько Ніколас (нар. 9 листопада 1780 — пом. 25 березня 1848) був пастором та членом установчих зборів у Ейдсволлі в 1814 році, та відіграв важливу роль в незалежності країни. Мати Верґелана — Алетта Доротея, до шлюбу Таулов, мала шотландсько-данське коріння. Коли Генріку виповнилось 9 років, його сім'я переїхала у містечко Ейдсволл, де була прийнята норвезька конституція. У віці 11 років батьки відправили Генріка в Осло для навчання. Перший його твір був опублікований в газеті «Морґенбладет», коли йому було 13 років. 
Генрік Верґеланн навчався у Королівському університеті Фредеріка з 1825 до 1829 року, де вивчав теологію, історію, ботаніку і медицину, також він вів дуже активне соціальне життя. Цікавився культурою та історією Норвегії. 

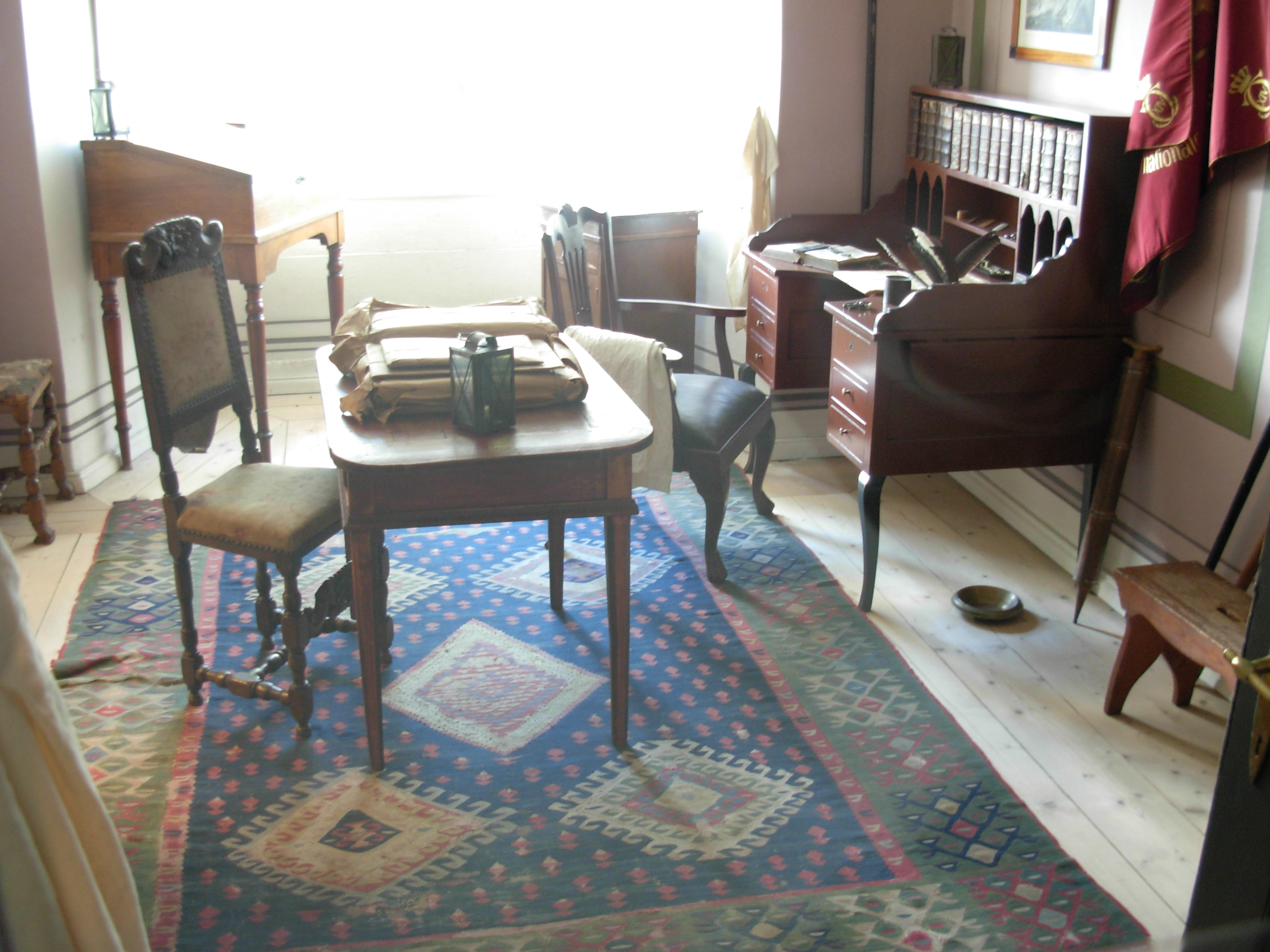
Кабінет Верґеланна в замку Акерсгус, у період його служби державним архіваріусом

Верґеланн багато зробив для освіти широких мас: організовував народні публічні бібліотеки, випускав популярні брошури та листівки. 
У 1830-1839 роках видавав часопис «Для громади» (норв. Statsborgeren); з 1838 року до останніх років життя — часопис «Для робітничого класу» (норв. For Arbeidsklassen). У своєму прагненні поставити поезію на службу суспільному благу він був спадкоємцем ідей Просвітництва. 
Генрік Верґеланн був відомий своїм вкрай одіозним ставленням до всього данському і запозиченого. У той же час він жваво цікавився всім, що відбувалося в Європі, намагався познайомити норвежців з найкращими зразками європейської літератури. Він був також одним з перших захисників прав людини і ратував за свободу пригноблених народів, був ініціатором скасування заборони на в'їзд і поселення євреїв у Норвегію (відповідну постанову було прийнято вже після його смерті, у 1851 році).
Будучи борцем за незалежність Норвегії, Верґеланн прийняти від шведського короля пенсію та зайняти місце державного архіваріуса у новоствореному «Державному архіві», був першим його керівником. Покинутий внаслідок цього політичними однодумцями, Верґеланн віддався цілком літературній діяльності.
Він докладав чимало зусиль для незалежності Норвегії від Данії. Головним завданням свого життя Верґеланн бачив створення норвезької національної літератури, її емансипацію від данського впливу. Верґеланн виявляв велику турботу для заміни данської мови на норвезьку в Норвегії. Він один із засновників сучасної Норвезької мови — букмол.

## Особисте життя

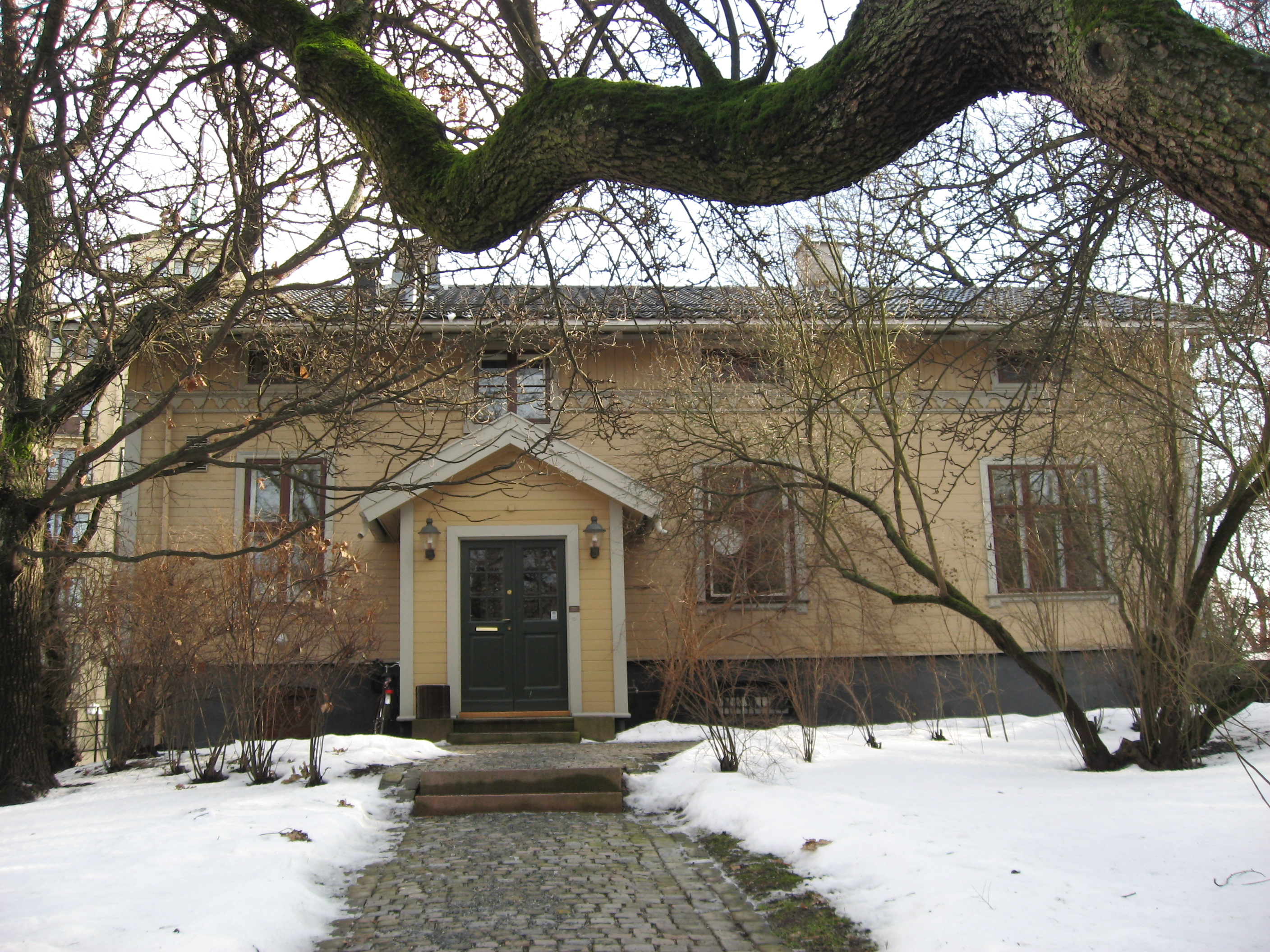
Ґроттен

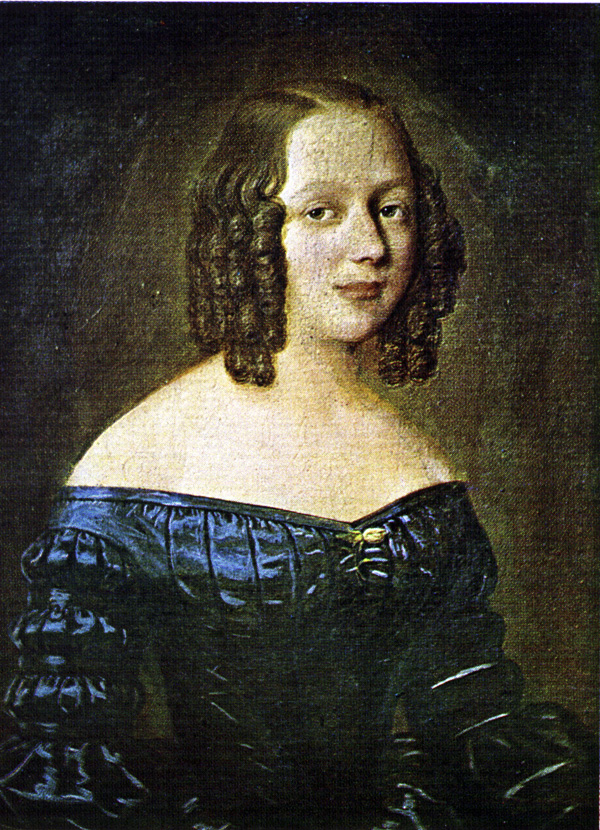
Амалія Софі Беккволд. (1842)

Генрік Верґеланн одружився 27 квітня 1839 року з Амалією Софією Беккволд у Ейдсволлді. 17 квітня 1841 року Верґеланн з дружиною переїхали до свого нового помешкання — Ґроттен (тепер почесне резиденція, що належить норвезькій державі), розташованого біля нового норвезького королівського палацу. Тут він жив до самої смерті.
У 1844 році Генрік захворів на туберкульоз і з того часу був прикутий до ліжка. Хоча він і лікувався час від часу в лікарні, останні 10 тижнів він провів у себе вдома поруч з дружиною. 
Генрік Верґеланн помер 12 липня 1845 року. Поховали його 17 липня в Християнії на Спаському цвинтарі (норв. Vår Frelsers gravlund).
Після смерті Верґеланна Амалія Софі Беккволд одружилася з священиком Нілсом Андреасом Бйорном (нар. 25 лютого 1807 — пом. 14 серпня 1887). У неї було восьмеро дітей. Амалія Софі пережила свого другого чоловіка і помер 27 жовтня 1889 року.

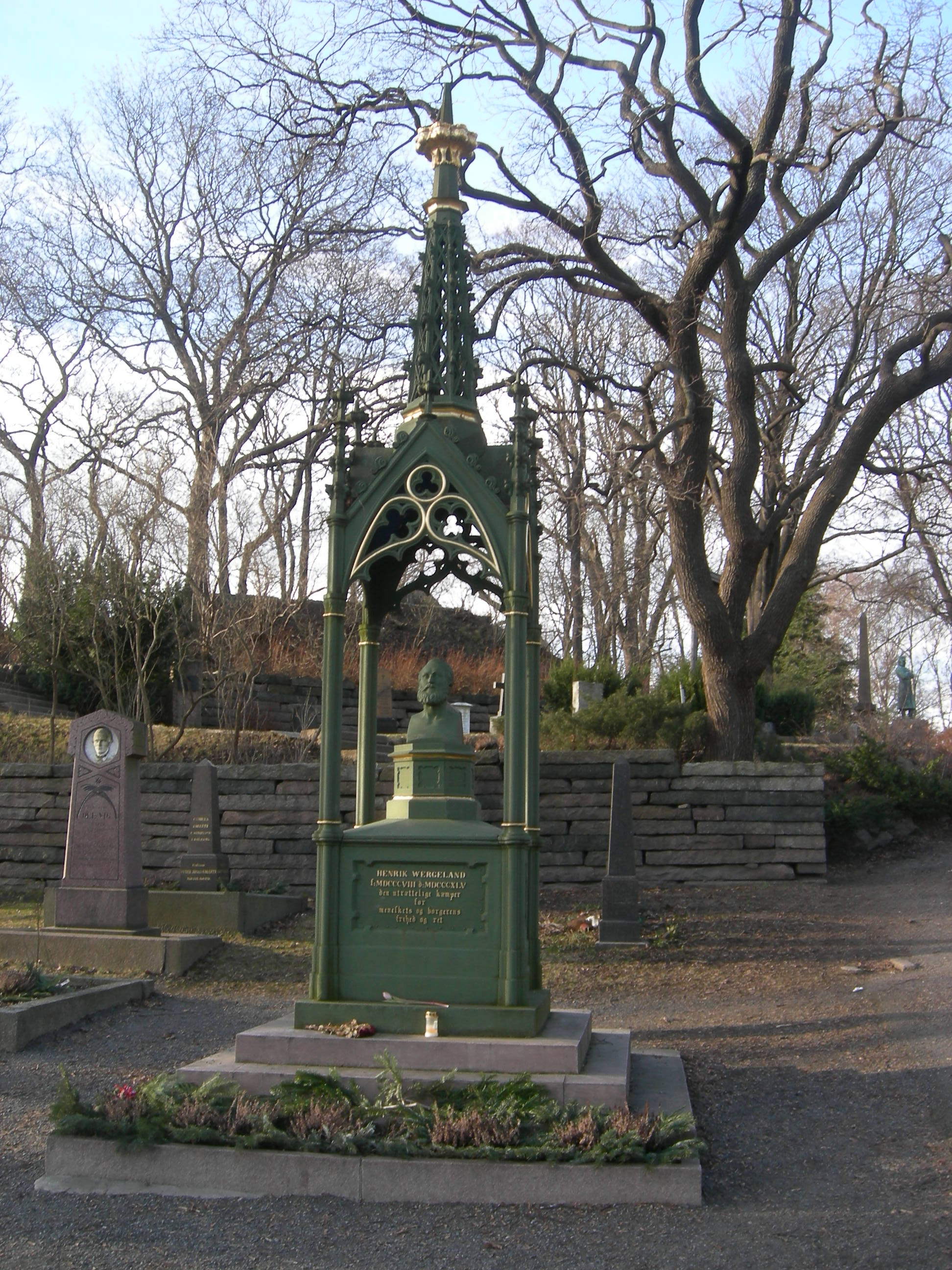
Могила Верґеланна

## Творчість
Творчий шлях Верґеланна почався з поезії. «Свобода Норвегії» була опублікована у 1825 році в газеті «Патріот» (норв. Patrioten), у тому ж році він став студентом університету. 
Верґеланн став відомий широкому загалу після виходу в світ його фарсів на теми дня: «Ah» (1827), «Irreparabile Tempus» (1828) та інших, випущених під псевдонімом «Сіфул Сіфадда» (норв. Siful Sifadda).
Вірш Верґеланна відрізняється яскравою метафоричністю і сміливістю образів; поет часто звертається до вільного вірша. 
Перша збірка Верґеланна «Вірші. Перший цикл» (норв. Digte. Første Ring) вийшла у 1829 році. Основний зміст збірки становить любовна лірика. Наскрізним для багатьох віршів стає образ Стелли — ідеальної коханої ліричного героя.
У 1830 з'явилася його лірична драма «Творіння, людина та Месія» (норв. Skabelsen, Mennesket og Messias). Поет спробував створити монументальний епос, що охоплює історію людства від часів створення світу. Верґеланна викриває тиранію королівської влади і гніт релігії та проголошує ідеал народної республіки. Поет створює власну універсальну концепцію світобудови і розмірковує над майбутнім людства. Твір це викликало жорстоку критику з боку Вельгавена. Боротьба між ним і Верґеланном визначила певною мірою подальший розвиток норвезької літератури. 
Верґеланн продовжував працювати над поемою в наступні роки. У переробленому вигляді вона вийшла у 1844 році під назвою «Людина» (норв. Mennesket). Сам поет називав її «біблією республіканців», своїм головним твором. 
У цьому ж 1830 році вийшов «Віртуозний Арлекін» (норв. Harlequin Virtuos) — критика данського засилля в культурі Норвегії. Цю ж тему Верґеланн розвиває у фарсі «Папуга» (норв. Papegøien, 1835), де за карикатурними образами вгадуються багато його противники й опоненти, в тому числі Вельгавен.
Збірка «Вірші. Другий цикл» (норв. Digte. Anden Ring, 1833) — пройняті ідеями політичного вільнодумства, прагненням до національного визволення Норвегії, культурної незалежності від Данні та Швеції. Цій проблематиці присвячені й інші його вірші, такі як «Звільнена Європа» (норв. Det befriede Europa), «Пісні завойовника» (норв. Erobrerens Sanger), «Триколірний прапор Норвегії» (норв. Til Norges trefarvede Flag) і ін.
В кінці 30-х — початку 40-х років Верґеланн створює ряд прозових та драматичних творів. 
Кращі твори Верґеланна написані ним вже під час важкої хвороби, яка прикувала його на кілька років до ліжка. 
З пізніх творів Верґеланна великий інтерес представляє автобіографія «Лісові горіхи» (норв. Hassel-Nødder). Верґеланн жваво й іронічно розповідає про своє життя, літературну діяльність, полеміку з Вельгавеном. Оглядаючи своє життя, Верґеланн констатує: «Я був не ким іншим, як поетом» (норв. Jeg var intet andet end Digter).
Творчість Верґеланна залишило яскравий слід в історії норвезької культури і справила великий вплив на письменників наступного покоління, у тому числі на Б'єрнстьєрне Б'єрнсона та Генріка Ібсена.

## Вшанування пам'яті
Норвегія гідно оцінила творчу та громадську діяльність Верґеланна. Він вважається досі національним поетом номер один і засновником норвезької літератури як такої.
На честь Верґеланна названий кратер на Меркурії.

## Вибрані праці
- Ah! Farce av Siful-Sifadda, 1827.
- Irreparabile Tempus. Farce med Efterspil af Forfatteren til Farcen Ah!, 1828
- Sinclars Død, et Sørgespil i tre Acter af Henrik Wergeland, 1828.
- Phantasmer efter Ravnekrog-Poetens Manuscript 1829.
- Digte. Første Ring, 1829.
- Harlequins Virtuos. Farce af Siful Sifadda,1830.
- Skabelsen, Mennesket og Messias, 1830.
- «Det befriede Europa» (Opptatt i Digte. Anden Ring), 1831
- «Erobrerens Sanger» (Opptatt i Digte Anden Ring), 1831
- «Hvi skrider Menneskeheden saa langsomt frem», 1831
- «Paa Havet i Storm» (Opptatt i Digte. Anden Ring), 1831
- Opium. Skuespill i tre Acter (skrevet før 9. nov. 1828), 1831
- Om Smag og Behag man ikke disputere. Et Somdetbehagereder af Siful Sifadda, 1832
- Folkeviser. 1832–33.
- Sifuliner til Studenten Jahn Welhaven. 1832
- Spaniolen 1833
- «Ved Afsløringen af Krohgs Støtte den 17de Mai 1833»
- «Tale til Menneskeligheden i Menneskeheden af Vesle-Brunen». Udgivet af hans Ven Henrik Wergeland, 1833.
- «Cæsaris», 1833
- Digte. Anden Ring, ferdigstilt i 1833, men utkom i 1834
- Norges Historie. Første og anden Del, 1834
- «Den graa Kappe» (dikt), 1834
- «Tale ved en Borgerfest i Eidsvoll Til Forfædrenes Minde», 1834
- Papegøien. Et Fastelavnsriis af Siful Sifadda, 1835
- Den indiske Cholera. Drama, 1835.
- «Til Sylvan (En Botaniker)» (dikt), 1835
- Omrids af Kongeriget Sveriges Historie', 1835
- De sidste Kloge. Farce af Siful Sifadda, 1835
- Barnemordersken. Sørgespill i fire akter, 1835
- Omrids af Kongeriget Norges Historie 1835–36
- For Menigmand. Et patriotisk Flyveblad begynner å komme, 1836
- Norge i 1800 og 1836. Syttende Maj-Farce af Siful Sifadda 1836
- Nogle Ord fra Prækestolen,1836
- «Pigen paa Anatomikammeret» (dikt), 1837
- «Jonas Anton Hielm» (dikt), 1837
- «Den første Sommerfugl» (dikt), 1837
- Diverse Politiske Fabler, 1837
- Diverse Figurer, 1837
- Stockholmsfareren. Av Siful Sifadda, 1837.
- Stockholmsfareren No. 2. Opera i tre akter av Siful Sifadda, 1837.
- Campbellerne eller den hjemkomne Søn. Syngestykke i to akter, 1838.
- Hytten eller Kristian IIdens Afreise fra Norge. National-historisk Drama Drama, 1838
- «Den første Gang» (dikt) Prolog til Campbellerne, 1838
- «I det Grønne» (dikt), 1838
- «Livets Musik» (dikt), (1838), trykt 1839
- «De to Elskerinder» (dikt), 1838
- «Damen med Harpen» (dikt), 1838
- «Svanernes Høstflugt» (dikt), 1838
- Poesier, kjærlighetsdikt, 1838
- «Kongens Ankomst» (dikt), skrevet 1838, trykt 1839
- «Smukke Skyer» (dikt), 1839
- Søkadetterne iland. Lystspil med Sang i tre Akter, 1839, trykt 1847/48
- Kong Carl Johans Historie, 1839
- Forslag til Ophævelsen af Grundlovens § 2, sidste Passus, datert 28. juni 1839
- Samling af Sange og Digte for den norske Sjømand udgiven av Henrik Wergeland, 1839
- Selskabet «Kringla» eller «Norske Almacks». Farce af Siful Sifadda, 1839
- Den Konstitutionelle. Nissespil af Siful Sifadda, 1839
- For Fattigmand
- For Arbeidsklassen, blad 1839–45
- Vinterblommer i Barnekammeret. Original fri og oversat Samling for Børn, 1840.
- «Vord Lys» og «Skaaltale for et godt Aar», 1840
- «Egebladene» (dikt), 1840
- Jan van Huysums Blomsterstykke. En Buket fra Henr. Wergeland til Fredrika Bremer, 1840
- Verden tilhører Os Jurister!. Dramatisk Eventyr af Siful Sifadda, 1840.
- Lyv ikke! eller Dompapen. Fugle- og Blomsterstykke af Siful Sifadda, 1840
- Venetianerne eller Venskab og Kjærlighed. Drama i fem Akter, oppført på Christiania Theater i 1841, utgitt i 1843
- Engelsk Salt. Farce af Siful Sifadda, 1841
- «Efter Tidens Leilighed» (dikt) 1841
- «Mig Selv» (dikt) 1841
- «George Frederik von Krogh» (minnedikt) 1841
- Norges Konstitutions Historie. 3 hefter, 1841–43
- Indlæg i Jødesagen, til Understøttelse for Forslaget om Ophævelse af Norges Grundlovs §2, sidste Passus, 1841
- Vinægers Fjeldeventyr. Af Siful Sifadda, 1841
- «Min Vivs Hjemkomst» (dikt), 1841
- «Min Hustru» (dikt) 1841
- Svalen. Et Skjærsommermorgens-Eventyr for Mødre, som have mistet Børn
- Langeleiken. En Krands af Digtninger i Dølemaal, 1842
- «Norges Storthing» (dikt) 1842
- «Fordums Venner». Ballade (Henr. Wergeland til Ludvig Daa), 1842
- Jøden. Ni blomstrende Torneqviste, 1842
- Jødesagen i Det norske Storthing, 1842
- Almuetalsmanden Christian Jensen Lofthuus, 1842
- «Sognefjorden» (dikt), 1842
- Ole Bull. Efter Opgivelser af ham selv biografisk skildret, 1843
- Historiens Resultat. En Række af Betragtninger, 1843–44
- Hans Jacobsens Ost, 1844
- Røde og graa Dompaper. (Et Eventyr), 1844
- Træk af Kong Carl Johans Liv, 1844
- Den engelske Lods. Dikt, 1844.
- Jødinden. 1844.
- «Moderens Korstegn over Barnet. Barnekammer-Julevise», 1844
- Auktion over Grotten, 1844
- Mennesket. Omarbeidelse av Skabelsen, Mennesket og Messias, 1845
- «Brasiliefarten» (dikt) 1845
- For Arbeidsklassen (siste nummer med) Fattigmands-Postil
- Nordmandens Katechisme Anden forøgede og omarbeidede Udgave
- «Paa Hospitalet om Natten», «Anden Nat paa Hospitalet» og «Mulig Forvexling», tre dikt fra oppholdet på Rikshospitalet sist i april 1845
- «Til Foraaret» (dikt), 1845
- «Til min Gyldenlak» (dikt), 1845
- «Den smukke Familie», 1845
- Hassel-Nødder, med og uden Kjerne, dog til Tidsfordriv, plukkede af min henvisnede Livsbusk, 1845
- Fjeldstuen. Skuespill med sang i tre Akter, 1845, utgitt 1848.